# NGC 2596
NGC 2596 je galaksija u zviježđu Raku.

## Vanjske poveznice
- SEDS: NGC 2596